# Вилијам „Бил” Ким
Вилијам „Бил” Ким (енгл. William "Bill" Kim) је измишљени лик из америчке ТВ серије Бекство из затвора. Његов лик тумачи Реџи Ли. Вилијам се у серији први пут појављује у петој епизоди друге сезоне.
Бил је специјани агент тајне службе САД-а под вођством Керолајн Рејнолдс. Има добре везе са високим челницима „Компаније”. У серији је посредник између председника и другог агента тајне службе, Пола Келермана, који немају баш добар однос. После бекства Скофилда и његове „банде” из затвора „Фокс ривер”, Ким добија упутство од Керолајн Рејнолдс да ухвати осам затвореника уз помоћ ФБИ-евог агента Александера Махона.